# Międzynarodowy Konkurs Chopinowski w Darmstadt
Międzynarodowy Konkurs Chopinowski w Darmstadt (niem. Internationaler Chopin-Klavierwettbewerb in Darmstadt) – konkurs muzyczny, odbywający się co 3 lub 4 lata w Darmstadt w klasie fortepianu o randze międzynarodowej, w którym mogą brać udział pianiści do lat 30, którego celem jest promocja utworów wybitnego polskiego kompozytora Fryderyka Chopina. Pierwszy konkurs odbył się w 1983, a jego organizatorem jest Niemieckie Towarzystwo Chopinowskie z siedzibą w Darmstadt.

## Charakterystyka konkursu
Konkurs pianistyczny w Darmstadt ma na celu odkrycie najlepszej interpretacji dzieł Fryderyka Chopina przez młodych pianistów oraz zachęcenie ich do poszukiwania swojej drogi muzycznej kariery. Konkurs został zorganizowany przez utworzone w 1970, w Darmstadt, Niemieckie Towarzystwo Chopinowskie, a jego inicjatorem był ówczesny prezydent towarzystwa, polski pianista Maciej Łukaszczyk. Konkurs odbywa się w październiku, w budynku Akademii Muzycznej (niem. Akademie für Tonkunst) przy ul. Ludwigshöhstraße 120 (etapy I i II) oraz w Oranżerii przy ul. Bessunger Straße 44 (finał oraz koncert laureatów). W konkursie mogą wziąć udział pianiści wszystkich narodowości, którzy nie ukończyli 30 lat. O kwalifikacji decyduje specjalna komisja rekrutacyjna, ponieważ liczba uczestników jest ograniczona (maksymalnie 90). Konkurs składa się z trzech etapów i jest konkursem monograficznym, bowiem wykonywane są wyłącznie utwory jednego kompozytora. Podczas pierwszego etapu uczestnicy wykonują: etiudy, polonezy, nokturny i mazurki, w drugim: barkarole, preludia, sonaty i ballady, a w finale z towarzyszeniem orkiestry jeden z koncertów fortepianowych Fryderyka Chopina. W skład – z reguły – siedmioosobowego jury wchodzą światowej sławy pianiści i pedagodzy z Niemiec i zagranicy. Zwycięzca XI. Konkursu Chopinowskiego w Darmstadt, w 2017 otrzymał nagrodę w wysokości 10 000 €. Warto dodać, że trzykrotnie w konkursie zwyciężyli polscy pianiści. Konkurs jest zrzeszony w utworzonej w 2015 roku w Warszawie przez Narodowy Instytut Fryderyka Chopina organizacji pod nazwą Konferencja Konkursów Chopinowskich (ang. Chopin Competitions Conference (CCC)), skupiającej międzynarodowe monograficzne konkursy pianistyczne, poświęcone wykonywanym dziełom Fryderyka Chopina.

## Laureaci konkursu
| Laureaci |      |                      |                                       |                                            |                      |                    |                       |
| Edycja   | Rok  | I miejsce            | II miejsce                            | III miejsce                                | IV miejsce           | V miejsce          | VI miejsce            |
| I        | 1983 | Junko Otake          | Iwan König Hiroko Mukunoki            | Kim Keum-bong                              | Nie przyznano        | Nie przyznano      | Nie przyznano         |
| II       | 1986 | Nie przyznano        | David Satyabrata Birgitta Wollenweber | Vedat Kosal                                | Nie przyznano        | Nie przyznano      | Nie przyznano         |
| III      | 1989 | Edward Wolanin       | Yoshiko Iwai                          | Marta Zabaleta Barandiaran Camillo Radicke | Nie przyznano        | Nie przyznano      | Nie przyznano         |
| IV       | 1992 | Janne Mertanen       | Nie przyznano                         | Lee Jee-min David Boehler Nataša Lipovšek  | Nie przyznano        | Nie przyznano      | Nie przyznano         |
| V        | 1996 | Kayo Ishihara        | Nami Ejiri                            | Daria Monastyrski                          | Nie przyznano        | Nie przyznano      | Nie przyznano         |
| VI       | 1999 | Hisako Kawamura      | Andriej Jusow                         | Catherine Gordeladze                       | Joanna Ławrynowicz   | Oleg Vainstein     | Piotr Szychowski      |
| VII      | 2002 | Joanna Marcinkowska  | Konstantinos Kalakonas                | Sławomir Wilk                              | Ai Matsumoto         | Galina Czistiakowa | Maki Inoue            |
| VIII     | 2006 | Hélène Tysman        | Aiko Yajima                           | Gajane Saakjana                            | Katarzyna Malinowska | Misuzo Kikuchi     | Francesca Kim Hun-jae |
| IX       | 2009 | Claire Huangci       | Gu Jingdan                            | Kim Da-sol                                 | Chen Tzu-yi          | Jacek Kortus       | Mischa Kozłowski      |
| X        | 2013 | Ivett Gyöngyösi      | Kausikan Rajeshkumar                  | Marek Kozák                                | Jamie Bergin         | Miyako Arishima    | Lukáš Klánský         |
| XI       | 2017 | Piotr Ryszard Pawlak | Katarzyna Gołofit                     | Park Yeon-min                              | Michał Szymanowski   | Nagino Maruyama    | Misora Ozaki          |
| XII      | 2022 | Nie przyznano        | Mateusz Tomica Vojtěch Trubač         | Andriej Zenin                              | Kim Da-jin           | Fantee Jones       | Zvjezdan Vojvodić     |